# هفت‌چشمه (دلفان)
هفت‌چشمه شهری در شمال شهرستان دلفان. این شهر مرکز بخش کاکاوند از توابع شهرستان دلفان است که در سال۱۳۹۰ به شهر تبدیل شده‌است. این شهر در ۳۸ کیلومتری شمال غربی نورآباد و در مسیر راه فرعی نورآباد– هرسین قرار دارد. مردم این شهر یه زبان لکی سخن می‌گویند.

## جمعیت
این شهر در بخش کاکاوند از توابع شهرستان دلفان قرار دارد و براساس سرشماری مرکز آمار ایران در سال ۱۳۹۵، جمعیت آن ۸۷۰ نفر (۲۷۹خانوار) بوده‌است.

## آب و هوا
نسبتاً سرد و نیمه خشک، بیشترین درجه گرما ۳۸ درجه بالای صفر و کمترین درجه ۲۸ درجه زیر صفر و مقدار ریزش باران سالانه به‌طور متوسط ۵۰۰ میلی‌متر است.

## موقعیت ارتباطی
شهر هفت چشمه در مسیر راه نورآباد – هرسین قرار گرفته از این طریق به طول ۱۹ کیلومتر بسوی شمال باختری تا مرکزشهرستان هرسین و به طول ٣٨ کیلومتر به سوی جنوب شرقی تا مرکز شهرستان دلفان فاصله دارد.